# Collège apostolique

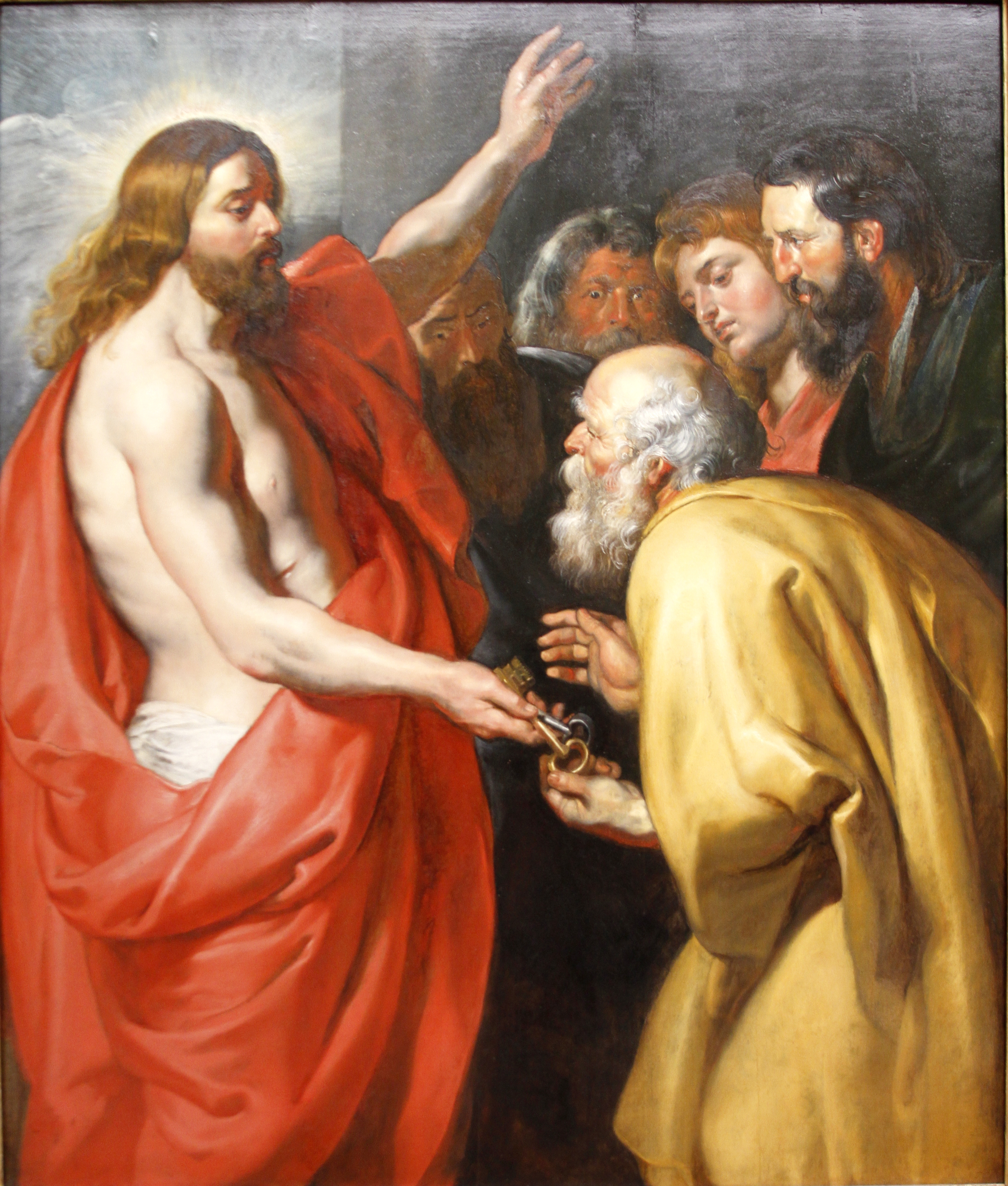
Le Christ remettant les clefs du paradis à saint Pierre, Pierre Paul Rubens (1612).

Le Collège apostolique, ou Corps épiscopal, est une institution de l'Église catholique remise en vigueur par le chapitre 3 de la constitution dogmatique Lumen Gentium lors du concile Vatican II. 

## Caractère sacramentel de la collégialité
Pour l'Église catholique, Jésus-Christ, en instituant les Douze apôtres, « leur donna la forme d’un collège, c’est-à-dire d’un groupe stable, et mit à leur tête Pierre, choisi parmi eux » selon les termes de la constitution Lumen Gentium (1964).
Cet exercice collégial des ministères ordonnés est de nature sacramentelle et non organisationnelle. Tout évêque exerce son ministère au sein du collège épiscopal, en communion avec l’évêque de Rome, successeur de St Pierre et chef du collège. Les prêtres exercent leur ministère au sein du presbyterium du diocèse, sous la direction de leur évêque.
Pour elle, cette collégialité est le moyen et la condition de l'unité demandée par le Christ lors de la dernière Cène (Jean 17,21-22). C'est ce que réaffirme le décret sur l’œcuménisme du concile Vatican II "C’est au seul collège apostolique, dont Pierre est le chef, que le Seigneur confia, selon notre foi, toutes les richesses de la Nouvelle Alliance, afin de constituer sur la terre un seul Corps du Christ auquel il faut que soient pleinement incorporés tous ceux qui, d’une certaine façon, appartiennent déjà au Peuple de Dieu" 
Cette collégialité fonde aussi la nature apostolique de l'Église .
Des confusions peuvent naître en raison de l'absence de distinction entre pouvoir d'ordre et pouvoir de juridiction. En effet, la plénitude du pouvoir d'ordre est bel et bien sacramentelle et concerne tous les évêques. Le collège épiscopal pris dans ce sens est une doctrine pérenne de l'Église catholique.
En revanche, la plénitude du pouvoir de juridiction n'appartient qu'au successeur de saint Pierre, indépendamment de toute consécration épiscopale : le pape devient pape dès le moment où il accepte son élection quand bien même il ne serait pas évêque (mais serait tenu de le devenir), l'histoire attestant de nombreuses élections de non-évêques (laïcs, prêtres ou diacres) voire de papes mort avant même d'être sacrés évêques. C'est en ce sens que le pape est vicaire du Christ (titre qui ne peut s'appliquer aux évêques en général) avant d'être évêque de Rome. Inversement, le pape qui abdique n'est plus pape et perd la plénitude du pouvoir de juridiction, dont le charisme de l'infaillibilité : si cette juridiction était sacramentelle, elle resterait indélébile, comme le baptême ou l'ordre sacré (prêtrise comme plénitude de l'ordre avec l'épiscopat). Par conséquent, la juridiction exercée par chaque évêque en particulier devrait l'être, directement ou indirectement, explicitement ou implicitement, par délégation du pape. En effet, la juridiction de ce dernier est universelle, alors que celle de chaque évêque est limitée à un territoire donné. Cette hiérarchisation fonde également la note d'unité de l'Église. De ce point de vue-là, il ne saurait y avoir collégialité de juridiction d'un point de vue canonique, et l'infaillibilité du concile œcuménique général avec le pape ne peut que découler du privilège personnel d'infaillibilité de ce dernier, dans la sphère du pouvoir de juridiction et non d'ordre.

## Rôles et pouvoirs respectifs

### Le pape
Le pape, évêque de Rome et successeur de Pierre, est le principe perpétuel et visible de l'unité. Il en est aussi le fondement. Il a un "pouvoir plénier, suprême et universel qu'il peut toujours librement exercer" .

### Les évêques collectivement
Le collège ou corps épiscopal n'a d'autorité qu'uni au pape. À cette condition, il est « lui aussi le sujet d’un pouvoir suprême et plénier sur toute l’Église, pouvoir cependant qui ne peut s’exercer qu’avec le consentement du pontife romain" . Cela est illustré par le fait qu'un concile œcuménique ne rassemblant que quelques évêques n'aurait pas moins de valeur qu'un concile œcuménique en rassemblant des milliers, justement parce que leur sceau d'autorité dépend du pape ; à l'inverse, les conciles de Rimini et de Séleucie ont erré et ont été rayés de la liste des conciles œcuméniques alors qu'ils avaient rassemblé de nombreux prélats.
Ce collège "exerce le pouvoir sur l’Église tout entière de manière solennelle dans le concile œcuménique" .

### Les évêques individuellement
"Les évêques sont, chacun pour sa part, principe et fondement de l’unité dans leurs Églises particulières". Comme tels ils "exercent leur autorité pastorale sur la portion du Peuple de Dieu qui leur a été confiée" .

### Position de la Fraternité sacerdotale Saint-Pie-X
Certains catholiques contestent la vision contemporaine de la collégialité et réfutent l'égalité des rôles entre le pape et les évêques qui en découlerait[réf. nécessaire]. Ils prennent appui sur le Tu es Petrus pour affirmer que Jésus a fondé son Église sur saint Pierre, qu'il lui confie non seulement l'ensemble des fidèles, mais aussi les clercs majeurs adultes dans la foi que sont les évêques.
La notion même de collège telle qu'elle a pu s'élaborer en droit constitutionnel au cours des siècles, serait complètement étrangère tant à la lettre qu'à l'esprit de l'Évangile.[réf. nécessaire]
Ils contestent que les apôtres auraient été envoyés par Jésus en formant le groupe des Douze et non individuellement : ils seraient tous partis évangéliser des régions différentes de la Terre, chacun dans une direction, parce que la tâche était trop grande pour qu'ils ne se séparent pas.[réf. nécessaire]
En réalité, la véritable objection de la FSSPX repose sur les conséquences du § 22 et, plus largement, du chapitre III, de Lumen gentium : la sauvegarde théorique de la suprématie du pouvoir du pape, mais l'abandon de l'unicité de son sujet : « Il y a donc bien une fissure introduite dans la constitution divine de l'Église, qui laisse la porte ouverte à la confusion d'une inconcevable “dyarchie” . »